# Östergötlands Allehanda
Östergötlands Allehanda kom ut från 18 oktober 1879 till 31 januari 1882. Numret från 18 oktober 1879 är ett provnummer. Första ordinarie nummer kom ut 1 november 1879.
Tidningen trycktes hos M. W. Wallberg & Comp i Norrköping? Typsnitt var antikva.
Tidningen kom ut 2 gånger i veckan onsdag och lördag 1879 och 1880 och sedan tre gånger i veckan tisdag, torsdagar och lördag 1881 och 1882. Tidningen hade fyra sidor i folio med 4 spalter format 41,5 à 42 x 28,5 cm  omväxlande med 5 spalter 52 à 42 x 36 cm . Priset var 25 öre för tiden 18 oktober 1879 till årsslutet därefter 5 kronor per år. 
Utgivningsbevis för tidningen utfärdades för handelsagenten Carl Theodor Darick 11 oktober 1879. Detta  överläts på boktryckaren Johan Jönsson den 8 maj 1880. Den redigerades av M. P. Lind från 1 oktober 1881 till 31 januari 1882. Medarbetare  på tidningen var. J. Lindqvist ( signaturen Sigurd Sigurdsson) under 1880 och 1881 och C. J. Pettersson 1881 och 1882.